# Patito feo
Patito feo va ser una telenovel·la argentina de gènere comèdia-infantil. Va ser fet en Argentina i la seva transmissió va ser en 2007 i 2008. Va ser transmesa en la resta dels països als quals va arribar, com és el cas d'Espanya, temps després. Els seus protagonistes van ser Laura Natalia Esquivel, Brenda Asnicar, Griselda Siciliani i Juan Darthés.